# Canada Open 1997
Il Canada Open 1997 (conosciuto anche come du Maurier Open per motivi di sponsorizzazione) è stato un torneo di tennis giocato sul cemento. È stata la 107ª edizione del Canada Open, che fa parte della categoria Super 9 nell'ambito dell'ATP Tour 1997, e della categoria Tier I nell'ambito del WTA Tour 1997. Il torneo maschile si è giocato al du Maurier Stadium di Montréal in Canada dal 28 luglio al 3 agosto 1997, quello femminile al National Tennis Centre di Toronto in Canada dall'11 al 17 agosto 1997.

## Campioni

### Singolare maschile
Chris Woodruff ha battuto in finale  Gustavo Kuerten con il punteggio di 7–5, 4–6, 6–3.

### Singolare femminile
Monica Seles ha battuto in finale  Anke Huber con il punteggio di 6–2, 6–4.

### Doppio maschile
Mahesh Bhupathi /  Leander Paes hanno battuto in finale  Sébastien Lareau /  Alex O'Brien con il punteggio di 7–6, 6–3.

### Doppio femminile
Yayuk Basuki /  Caroline Vis hanno battuto in finale  Nicole Arendt /  Manon Bollegraf con il punteggio di 3–6, 7–5, 6–4.